# Сангер (Техас)
Сангер (англ. Sanger) — місто (англ. city) в США, в окрузі Дентон штату Техас. Населення — 8839 осіб (2020).

## Географія
Сангер розташований за координатами 33°22′59″ пн. ш. 97°9′52″ зх. д. / 33.38306° пн. ш. 97.16444° зх. д. (33.383047, -97.164554).  За даними Бюро перепису населення США в 2010 році місто мало площу 28,32 км², з яких 28,19 км² — суходіл та 0,13 км² — водойми. В 2017 році площа становила 30,55 км², з яких 30,42 км² — суходіл та 0,12 км² — водойми.

## Демографія
Згідно з переписом 2010 року, у місті мешкало 6916 осіб у 2427 домогосподарствах у складі 1837 родин. Густота населення становила 244 особи/км².  Було 2746 помешкань (97/км²).
Расовий склад населення:
| - 86,4 % — білих - 3,4 % — чорних або афроамериканців - 0,8 % — корінних американців - 0,6 % — азіатів - 6,6 % — осіб інших рас |

До двох чи більше рас належало 2,2 %. Частка іспаномовних становила 17,7 % від усіх жителів.
За віковим діапазоном населення розподілялося таким чином: 31,7 % — особи молодші 18 років, 60,0 % — особи у віці 18—64 років, 8,3 % — особи у віці 65 років та старші. Медіана віку мешканця становила 30,3 року. На 100 осіб жіночої статі у місті припадало 94,9 чоловіків;  на 100 жінок у віці від 18 років та старших — 89,6 чоловіків також старших 18 років.
Середній дохід на одне домашнє господарство  становив 64 498 доларів США (медіана — 54 103), а середній дохід на одну сім'ю — 72 221 долар (медіана — 66 080). Медіана доходів становила 50 085 доларів для чоловіків та 33 495 доларів для жінок. За межею бідності перебувало 9,0 % осіб, у тому числі 13,1 % дітей у віці до 18 років та 1,2 % осіб у віці 65 років та старших.
Цивільне працевлаштоване населення становило 3794 особи. Основні галузі зайнятості: освіта, охорона здоров'я та соціальна допомога — 26,4 %, мистецтво, розваги та відпочинок — 13,0 %, виробництво — 12,3 %.